# 見形和久
見形 和久（みかた かずひさ、1953年4月6日 - ）は、日本の政治家。栃木県塩谷郡塩谷町長（4期）。

## 経歴
東京農業大学を卒業後、塩谷町役場に就職。以後、31年間町職員として勤務した。2008年（平成20年）8月の塩谷町長選に町職員を退職して無所属で立候補するも、元県議の手塚功一に敗れ落選。
2012年（平成24年）8月の町長選に再度立候補し、現職の手塚を破り初当選した。同年8月29日、町長に就任した。
2016年（平成28年）8月の町長選では、自民党の推薦を受けた前職の手塚を破り再選した。
2020年（令和2年）8月の町長選で3選。

## 政策・主張
- 2014年（平成26年）7月30日、福島第一原子力発電所事故に伴い栃木県内で発生した指定廃棄物の最終処分場の候補地に塩谷町上寺島（寺島入）の国有地が提示される[8]。環境省からの提示に対し見形は「明確に反対ということで話をした」とコメントした[8]。この問題に関して、見形は指定廃棄物を福島第一原子力発電所周辺に貯蔵すべきと主張している[9]

- 町長選では無所属で当選しているが、自由民主党に入党している。しかし、上記の問題と関連して2015年（平成27年）12月下旬、自民党栃木県連は党員としての資格に欠けるとして見形が納めた党費を受理せず返却した[10]。県連は同年4月の県議会議員選挙や2014年の衆議院議員総選挙で自民党以外の党の候補者を支援した行為や、指定廃棄物に関する問題で国や県との対話に応じていない姿勢を理由に挙げている[10]。